# Воля-Кошуцька
Воля-Кошуцька (пол. Wola Koszucka) — село в Польщі, у гміні Льондек Слупецького повіту Великопольського воєводства.
Населення — 225 осіб (2011).
У 1975-1998 роках село належало до Конінського воєводства.

## Демографія
Демографічна структура станом на 31 березня 2011 року:
|          | Загалом | Допрацездатний вік | Працездатний вік | Постпрацездатний вік |
| -------- | ------- | ------------------ | ---------------- | -------------------- |
| Чоловіки | 120     | 35                 | 74               | 11                   |
| Жінки    | 105     | 12                 | 66               | 27                   |
| Разом    | 225     | 47                 | 140              | 38                   |